# Malvasia Istriana
La  malvasia Istriana est un cépage italien de raisins blancs de la grande famille de Malvasia.

## Origine et répartition géographique
Elle provient du nord de l’Italie. D'origine probable grecque, elle est classée recommandée ou autorisée dans la Vénétie. Elle est recommandée dans les provinces Belluno, Venise ainsi qu'en Frioul-Vénétie Julienne dans les provinces Gorizia, Pordenone, Trieste et Udine. Elle est autorisée dans les provinces Padoue, Trévise, Vérone, Vicence ainsi que sur l'île de Sardaigne.
Elle est classée cépage d'appoint en DOC Carso, Colli Orientali del Friuli, Collio Goriziano, Friuli Annia, Friuli Aquileia, Friuli Isonzo et Friuli Latisana. En 1998, elle couvrait 989 ha.

## Caractères ampélographiques
- Extrémité du jeune rameau pubescent, verte avec les bords bronzés.
- Jeunes feuilles glabres, vert doré nuancé de bronzé.
- Feuilles adultes, entières ou à 3 lobes avec des sinus supérieurs en V ou en U peu profond, un sinus pétiolaire en V ouvert, des dents ogivales, moyennes, en deux séries, un limbe glabre.

## Aptitudes culturales
La maturité est de troisième époque tardive : 35 jours après le chasselas.

## Potentiel technologique
Les grappes sont moyennes et les baies sont de petite taille. La grappe est cylindrique, et lâche. La chair est juteuse et d'une saveur simple ou légèrement aromatique. Le cépage est de vigueur moyenne et la production est régulière et abondante. Le cépage est sensible à l'oïdium.

## Synonymes
La malvasia Istriana est connue sous le nom de bela malvazija, malvasia bianca, malvasia d'Istria, malvasia del Carso, malvasia Friulana, malvasia weiss, malvasika istarska bijela, malvazija Istarska, malvoisie de l'Istrie